# Simbing

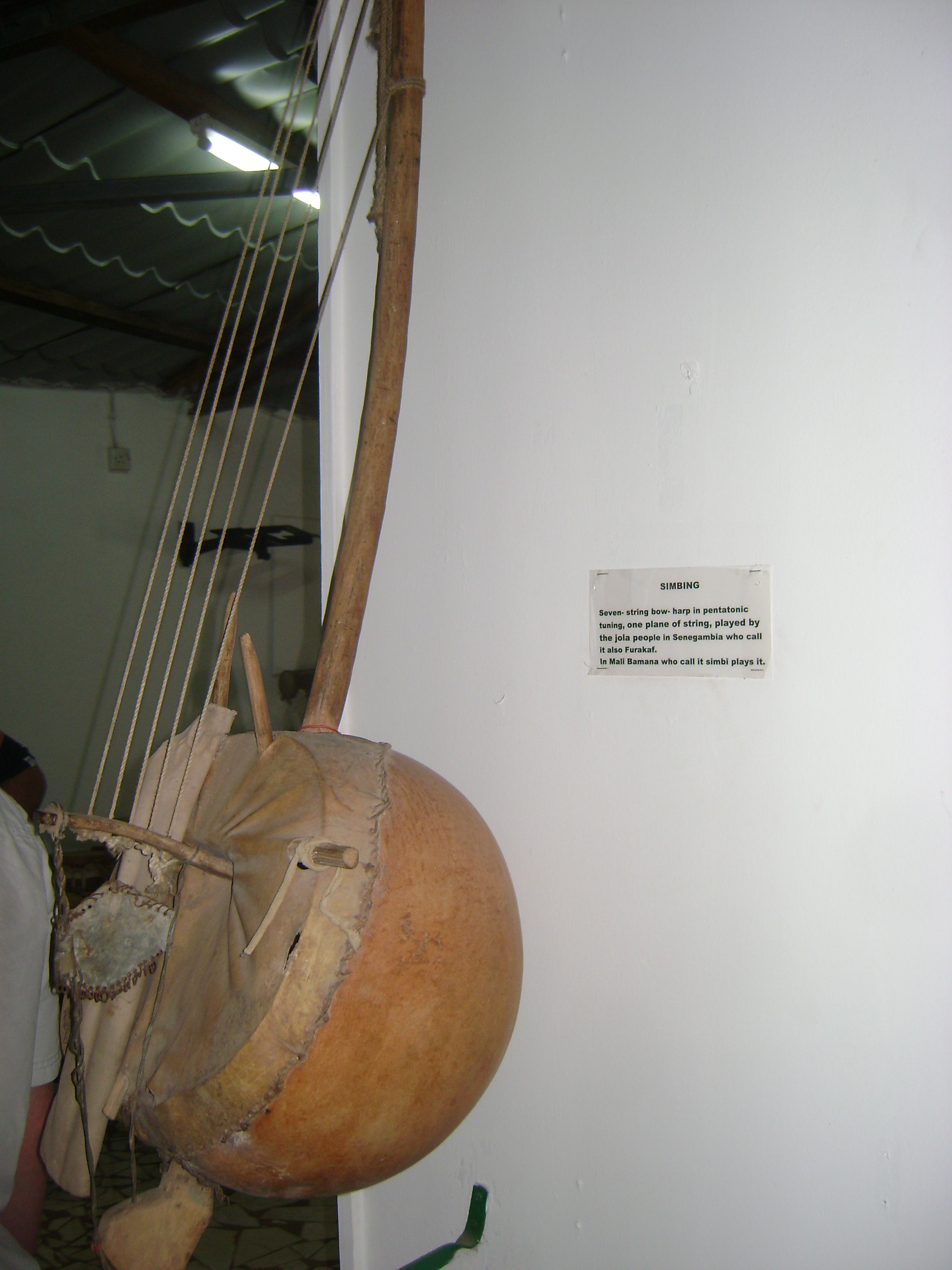
Een simbing in Gambia.

Een simbing is een zevensnarig snaarinstrument uit West-Afrika. Het instrument wordt bespeeld door Senegambianen, die de benaming furakaf gebruiken. In Mali gebruikt men de term simbi.